# بخش کولار
بخش کولار (به انگلیسی: Kolar district) یک منطقهٔ مسکونی در هند است که در Bengaluru division واقع شده‌است. بخش کولار ۴٬۰۱۲ کیلومتر مربع مساحت و ۱٬۵۳۶٬۴۰۱ نفر جمعیت دارد.